# 張真詠
張真詠（： Jang Jin Yeong，1993年11月15日—），RANIA時期藝名為Xia（： Si A），加入Ela8te後改為真詠（： Jin Yeong），韓國女藝人，曾為DR Music旗下女子組合RANIA、ENTERHAMA娛樂旗下女子組合Ela8te成員，在兩隊均擔任中心、主唱、領舞。

## 簡歷

### RANIA時期（2011年至2016年）
真詠原本是RANIA原成員，在2011年4月發行首張單曲《Teddy Riley, The First Expansion In Asia》正式出道，當時藝名為Xia。
2011年11月17日跟隨RANIA發行第二張單曲《Time to Rock Da Show》。
2012年9月20日跟隨RANIA發行第三張單曲《STYLE》。
2013年3月8日跟隨RANIA發行首張迷你專輯《Goodbye's The New Hello》。
2013年7月5日跟隨RANIA發行出道2週年紀念單曲《UP》
2015年11月跟隨RANIA發行迷你專輯《Demonstrate》回歸，這次活動是太恩、多萊、真詠在退出RANIA前發行的最後一張專輯。
2016年5月27日，真詠因約滿確定退出RANIA及離開DR Music，並轉投ENTERHAMA娛樂，表示將以本名真詠在Ela8te重新出道。

### Ela8te時期（2016年至今）
2016年8月，Ela8te並未推出真人秀節目，直至9月，宣布10月正式推出，可惜還是泡湯。

### 後來發展
2019年，以「實力者」身份出現《看見你的聲音 第六季》（同隊參賽者包括素人大學生金娜英和Camila成員鄭有娜）。節目播出後，使RANIA出現在當天搜尋趨勢榜上。

## 外部連結
- 真詠的X（前Twitter）
- 真詠的Instagram帳戶